# Sainte-Gemme-en-Sancerrois
Sainte-Gemme-en-Sancerrois è un comune francese di 412 abitanti situato nel dipartimento del Cher, nella regione del Centro-Valle della Loira.

## Società

### Evoluzione demografica
Abitanti censiti